# Ronny & The Daytonas
Ronny & The Daytonas waren eine US-amerikanische Surf-Pop-Band, die sich 1964 in der Besetzung Paul Jensen (Gitarre), Don Henderson (Gitarre und Bass), Lynn Williams (Schlagzeug), Lee Craft (Gitarre) und John „Bucky“ Wilkins (Gitarre) in Nashville, Tennessee, formierte. Die Band wurde vor allem durch ihren 64er Hit G.T.O. bekannt.

## Biografie
Wilkins, Sohn der Country Liedermacherin Marijohn Wilkin, schrieb während einer Schulstunde an der Senior Highschool das Lied G.T.O. Seine Mutter hörte das Lied und organisierte für den Sohn eine Aufnahmesession bei Bill Justis, einem Nashville Produzenten und ehemaligen Sun Records Session Mann. Die Single G.T.O. wurde ein Hit und erreichte Platz 4 in den US-Charts.
Nach einem Album und einer Tour konnten „Ronny & The Daytonas“ noch einmal an ihren Debüterfolg mit der 65er Single Sandy anknüpfen. 1968 wechselte die Band zu RCA Records, konnte aber nicht an die alten Erfolge anknüpfen. Nach einer weiteren Tour trennten sich „Ronny & The Daytonas“.

## Sonstiges
Im Jahr 1978 erschien die Single Little GTO / Holocaust On Sunset Blvd. (D-Line) von einer Gruppe namens "New York Blondes". Die A-Seite ist eine Coverversion des alten Ronny & The Daytonas-Hits, gesungen von Deborah Harry (Blondie).

## Diskografie

### Singles
- 1964: G.T.O. / Hot Rod Baby
- 1964: California Bound / Hey Little Girl
- 1964: Bucket T / Little Rail Job
- 1965: Teenage Years / Little Scrambler
- 1965: Sandy / Sandy (instr)
- 1965: Beach Boy / No Wheels
- 1965: Tiger A Go-Go / Bay City
- 1966: Somebody To Love Me / Goodbye Baby
- 1966: Young / Winter Weather
- 1966: Then The Rains Came	/ Antique '32 Studebaker Dictator Coupe
- 1966: I'll Think Of Summer / Little Scrambler
- 1966: Diane, Diane / All American Girl
- 1966: 4-Cast She'll Love Me Again
- 1967: The Last Letter	/ Walk With The Sun
- 1967: Hold Onto Your Heart / Brave New World
- 1968: The Girls And The Boys / Alfie

### Alben
- 1964: G.T.O.
- 1965: Sandy

### Kompilationen
- 2000: USA R&R 45s - Vol. 1